# Tanaorhinus confuciaria
Tanaorhinus confuciaria är en fjärilsart som beskrevs av Walker 1861. Tanaorhinus confuciaria ingår i släktet Tanaorhinus och familjen mätare. Inga underarter finns listade i Catalogue of Life.